# Нова Кочубеївка
Нова́ Кочубе́ївка —  село в Україні, у Скороходівській селищній громаді Полтавського району Полтавської області. Населення становило 536 осіб у 2001 році. До 2020 орган місцевого самоврядування — Новокочубеївська сільська рада.

## Географія
Село Нова Кочубеївка знаходиться на березі річки Свинківка, вище за течією примикає село Первозванівка, нижче за течією на відстані 0,5 км розташоване село Лисівщина. Поруч проходить залізниця, станція Кочубеївка за 1 км.

## Історія
12 червня 2020 року, відповідно до розпорядження Кабінету Міністрів України № 721-р «Про визначення адміністративних центрів та затвердження територій територіальних громад Полтавської області», село увійшло до складу Скороходівської селищної громади.
19 липня 2020 року, в результаті адміністративно - територіальної реформи та ліквідації Чутівського району, село увійшло до складу новоутвореного Полтавського району.

## Місцева школа
Своє літочислення Новокочубеївська школа започаткувала з 1890 року.